# Alien Resurrection (videogioco)
Alien Resurrection è un videogioco d'azione sviluppato dalla Argonaut Games e pubblicato nel 2000 dalla Fox Interactive per Sony, PlayStation, ed ispirato al film Alien - La clonazione. Inizialmente era prevista anche una conversione del titolo per SEGA Dreamcast, successivamente cancellata.